# Еморі Кларк
Еморі Кларк (англ. Emory Clark, 23 березня 1938) — американський академічний веслувальник.
Олімпійський чемпіон 1964 року в складі вісімки.